# 櫃ヶ山
櫃ヶ山（ひつがせん）は、岡山県真庭市中央部の山である。美作三湯のひとつ、湯原温泉郷の近くに位置している。真庭市中央部を流れる旭川上流にある登山口から見る山が3つの櫃（ひつ）に似ていることから、古来より「櫃ヶ山」と呼ばれている。中国百名山のひとつ。
地元では湯原富士（ゆばらふじ）とも呼ばれており、地域のシンボルである。社富士（やしろふじ）とも呼ばれている。
8合目の「天狗の森」には天狗が祀られており、伯耆大山の天狗（大山坊）がこの山の天狗（櫻木坊）のところに遊びに来るという伝承がある。

## 概要
標高954メートルで、湯原富士とも呼ばれる美しい形をしている。山頂からの眺望は良く、湯原温泉を見下ろせ、北に蒜山三座、西には星山につながる尾根に続いている。
北斜面8合目付近、標高約850メートル付近に位置する「天狗の森」地域は、古くから勝負の神として地域住民に信仰されている天狗の御堂をとりまく鎮守の森として親しまれている。ブナの原生林があり、ケヤキ、ミズナラ、クマシデなども自然の状態でよく保存されており、多くの植物や野鳥を見ることができる。
御堂付近のカツラは、県内のカツラとしては五指にはいる巨木で、神木として崇められている。毎年、春と秋に「天狗様の大祭」という護摩供養が行われている。

## 登山ルート
バスで久納（くんのう）の停留所で降り、少し引き返すと登山口の標識がある。登山口から民家や畑を抜けて林の急坂を登ると林道に出る。少し北に行った林道から再び林に入り、笹原を何度か通過し、左上部に櫃ヶ山の姿を見ながら登ると尾根に出る。954メートルピークの下、7合目から右にトラバース道をとると天狗の森原生林のコースとなり、天狗の森から最後の急坂を登れば頂上に到着する。
帰りは星山への縦走路を南側へ下り、1990年に拓かれたかなり急な道で大庭皿から、社のある竜頭の滝の下流を経て国道に出られるルートであったが、現在は登山道の崩壊により竜頭の滝方面へは通り抜けができなくなっており、登山口へ向かうルートになっている。

## アクセス
登山口までのアクセスは以下のとおり。
- JR姫新線中国勝山駅より原温泉・蒜山高原行き真庭市コミュニティバス「まにわくん♡」30系統（蒜山・久世ルート）25分、久納（くんのう）バス停[13]下車、南へ100メートル[1]。
- 米子自動車道湯原インターチェンジから国道313号を経由して3.5キロメートル[14]。

## 周辺情報
- 竜頭の滝 (真庭市)
- 湯原町
- 湯原温泉